# Евдор
Евдор (др.-греч. Εύδωρος) — персонаж древнегреческой мифологии.
Упомянут в «Илиаде» Гомера. Сын Гермеса и Полимелы. После того как Полимела родила Евдора, она вышла замуж за Ехеклеса. Мальчика воспитал как сына дедушка, отец Полимелы, Филас.
Участник Троянской войны. Зарекомендовал себя как быстрый в беге и храбрый воин. Ахилл, приведший под стены Трои пятьдесят кораблей мирмидонян, поставил над ними пять военачальников. Одним из них был Евдор.
В комментариях Евстафия Солунского приводится указание на то, что Ахилл приставил Евдора телохранителем к Патроклу. Во время битвы был убит вождём пеонов Пирехмом.
Фотий при пересказе сочинения «Новая история для многознающих» Птолемея Гефестиона называет Евдора наставником Патрокла.
Один из персонажей фильма «Троя» 2004 года, роль которого исполнил Винсент Риган.